# Divadlo za bránou
Divadlo za bránou (někdy uváděn jako Divadlo za branou) je opera–balet o 3 dějstvích (H 251) Bohuslava Martinů z roku 1936 na  vlastní skladatelovo libreto psané na motivy pantomim Jeana Gasparda Deburaua, Molièrovy hry Létající doktor a české a moravské lidové poezie ze sbírek Františka Bartoše, Karla Jaromíra Erbena a Františka Sušila. Martinů si za námět zvolil commedii dell´arte, kterou propojil s českou lidovou poezií. Prvním dějstvím je baletní pantomima (beze slov); druhý a třetí akt jsou ve stylu opera buffa.
Pokud jde o práci na libretu, Martinů se nejprve domlouval na spolupráci s Vítězslavem Nezvalem, ale nakonec dialogy upravil český pěvec Leo Štraus.

## Charakteristika díla
Bohuslav Martinů chtěl touto operou rozdávat radost a pohodu. Sám skladatel o tomto svém díle řekl, že "je veselé, nespoutané, bez problémů a chce pobavit".

## Inscenační  historie
Premiéra opery se uskutečnila v Brně v roce 1936. Od té doby byla na českých a moravských scénách (např. v Olomouci, Liberci, Českých Budějovicích a Opavě) uvedena necelá desítka inscenací a to mnohdy ve spojení s jiným dílem v jednom večeru. Třeba v Praze bylo dílo profesionálním souborem provedeno jen v roce 1968 v tehdejším Tylově divadle, ve společném večeru se scénickou kantátou Antigona Iši Krejčího. Studenti z pražské HAMU tuto operu nastudovali v roce 2012. Ostravské Národní divadlo moravskoslezské tuto operu naposledy uvedlo v roce 2000.

## Postavy
| Kolombína   | soprán      |
| Katuška     | mezzosoprán |
| Harlekýn    | tenor       |
| Pierot      | baryton     |
| Starosta    | bas         |
| Ponocný     | bas         |
| Ponocný     | tenor       |
| Hospodský   | basbaryton  |
| Zaříkávačka | mezzosoprán |

## Seznam scén

### Dějství první: balet–pantomima
- Scéna 1. Před hostincem tančí Harlekýn s Kolombínou, Pierot to žaluje jejímu otci, Hospodskému
- Scéna 2. Pierot upravuje Hospodskému vousy a zároveň pozoruje kolem tanečníky. Rád by tančil s Kolombínou, odloudí mu ji však Harlekýn
- Scéna 3. Na lavičce v objetí usínají Kolombína a Harlekýn, sledováni žárlivým Pierotem. Harlekýn se probudí a dojde mezi nimi ke rvačce
- Scéna 4. Cukrářovi ukradne Pierot rohlíky, Hospodský zase jemu, tajně je pak odnášejí Kolombína a Harlekýn
- Scéna 5. Hospodský posílá Kolombínu domů, Harlekýn ho popichuje, ale vždy to odnese Pierot
- Scéna 6. Pierot vystřelí z pušky, Harlekýn se kácí, ale obživne a za všeobecného veselí dá nakonec Hospodský Kolombíně a Harlekýnovi své požehnání

### Dějství druhé: opera buffa
- Scéna 1. Úvod a Árie: „Šla panenka k zpovídání..." (Katuška)
  - Árie: „Já mám hůř než pes, musím hlídat ves..." (Ponocný)
  - Próza: „Nemusel byste si tolik naříkat!" (Katuška, Ponocný)
  - Trio: „Vím já jednu hospodu..." (Katuška, Ponocný, Pierot)
  - Próza: „Ach!-Pan hospodský!-Dobrý den! Práce stojí..." (Katuška, Ponocný, Hospodský)
  - Halekání: „Hej! Hej! Halilalou...!"(Katuška)
- Scéna 2. „Jde sem pan starosta! Kdyby nebylo pana starého...! (Starosta, Kolombína, sbor)
  - Próza: „Hej, ponocný, mám něco srdci..." (Starosta, Ponocný)
- Scéna 3. Árie: „Dnes v noci jsem nespala..." (Katuška, Starosta, Ponocný)
  - Kuplet: „Už nebudou víc ty časy..." (Pierot)
- Scéna 4. „Tluču, tluču, otevřete..." (Harlekýn, Kolombína, Pierot)
- Scéna 5. „Ježek leze podle meze..." (Kolombína, Pierot, Starosta, Katuška, sbor)
- Scéna 6. „Májový deštíček, dej nám ho Pánbíček..." (Kolombína, Katuška, Harlekýn, Pierot, Hospodský, sbor)

### Dějství třetí: opera buffa
- Úvod: „Pojď sem, nezapomněls na náš plán? (Starosta, Ponocný, Pierot, Katuška, Kolombína, Harlekýn)
  - Próza: „Jak jen se zbavím toho zblázněného milovníka?" (Kolombína, Harlekýn, Pierot, Katuška)
- Scéna 1. „Ach bolí, bolí, mě hlavička..." (Kolombína, sbor, Stařec, Hospodský, Zaříkávačka, Katuška)
  - Próza: „Všechno běží jako na drátkách..." (Pierot)
- Scéna 2. „Aj, aj! Co je s vámi? Jste jaksi polekaný!..." (Hospodský, Pierot, Starosta)
  - Próza: „Ale, ale, copak je tady!..." (Starosta, Hospodský)
- Scéna 3. „Chval každý duch Hospodina..." (Ponocný, Starosta, Kolombína, Katuška, Harlekýn, Pierot, sbor)[7]

## Nahrávka
V roce 1956 vznikla rozhlasová nahrávka v úpravě Vlastimila Pantůčka s dirigentem Františkem Jílkem. Tato nahrávka byla v roce 2019 vydána na CD.